# Gunnar Wallgren (konstnär)
Gunnar Wallgren, född 24 december 1883 i Stockholm, död 12 maj 1953 i Glava, var en svensk målare och grafiker.
Han var son till bokhållaren Jean Casimir Wallgren och Carolina Tillberg samt gift med provinsialläkaren Katarina Elisabet Klapper. Wallgren studerade vid Tekniska skolan i Stockholm 1898–1899 och företog studieresor till Tyskland, Österrike, Italien, Frankrike, Schweiz och Nordafrika. Han lärde sig etsa på egen hand omkring 1910 och blev känd för sina stads- och arkitekturetsningar. Han medverkade i Sveriges allmänna konstförenings vårsalong på Liljevalchs konsthall 1916 och kom därefter att delta i ett flertal utställningar på Liljevalchs; han medverkade även i utställningen Svensk konst på Valand-Chalmers i Göteborg 1923 och Svenska akvareller 1925-1947 på Konstakademin i Stockholm  1947. Separat ställde han ut i en rad svenska städer bland annat på Hultbergs konsthandel i Stockholm.
Kort före sin död överlämnade han en del av sitt konstnärliga material, bland annat en koppartryckpress, till Konstakademien. Större delen av hans kvarvarande produktion donerades av hans änka till olika lasarett och sanatorier.
Hans konst består av hamnmotiv, arkitektur, gatubilder och interiörer huvudsakligen i form av etsningar och grafik samt av målningar med motiv från trakten av Hjo och Öland. För löjtnant Arthur Bäckström skapade han 1914 en exlibris med hundar som motiv.
Wallgren är representerad vid Moderna museet i Stockholm med teckningen Syrener från 1919 och med det grafiska bladet Skärgårdstall från 1918, och vid Kalmar konstmuseum.